# À tout à l'heure
Albums de Patrick Bruel
De(2) face(s)
(1986) Alors regarde
(1989)
Singles
1. Musique vieille (single promo)
Sortie : 1987

À tout à l'heure est le premier album live de Patrick Bruel sorti en 1987. Il fut enregistré lors de sa première prestation à l'Olympia.

## Titres
| No  | Titre                       | Durée |
| --- | --------------------------- | ----- |
| 1.  | Comment ça va pour vous ?   |       |
| 2.  | De face                     |       |
| 3.  | Puzzle                      |       |
| 4.  | L'appart'                   |       |
| 5.  | Non, j'veux pas !           |       |
| 6.  | Rêve à part                 |       |
| 7.  | Musique vieille             |       |
| 8.  | Ça fait désordre            |       |
| 9.  | J'roule vers toi            |       |
| 10. | Marre de cette nana-là      |       |
| 11. | Tout l'monde peut s'tromper |       |
| 12. | À tout à l'heure            |       |